# Надя Гордиенко-Андрианова
Надя Гордиенко-Андрианова (на украински: Надія Гордієнко-Андріанова) е украинска журналистка, преводачка, литературен критик, есперантист, поетеса и писателка.

## Биография и творчество
Надя Миколаевна Гордиенко-Андрианова е родена на 15 декември 1921 г. във Василков, Киевска област, СССР.
През 1945 г. завършва с бакалавърска степен литература и журналистика във Филологическия факултет на Киевския университет. През 1950 г. завършва тригодишен курс за чужди езици. След дипломирането си, в периода 1945 – 1946 г. работи като литературен редактор във вестник „Радянський селянин“, а в периода 1946 – 1962 г. е редактор на Държавното издание на Украйна, сега „Днепро“. От 1957 г. е член на Националния съюз на писателите на Украйна.
Прави преводи от английски, български, немски, руски и есперанто на творби на Володимир Короленко, Александър Куприн, Александър Островски, Константин Федин, Бруно Апиц, братя Грим, Алфонс Доде, Виктор Юго, Теодор Драйзър, Морис Метерлинк, Ги дьо Мопасан, Бертолд Брехт, Анатол Франс, Стефан Цвайг, и др. Публикува в руските и украински списания „Paco“ (Мир) и „Hungara Vivo“ (Унгарски живот).
Тя е активен пропагандатор на есперанто. Създава и председателства в периода 1968 – 1973 г. Комисията по есперанто към Дружеството за приятелство и културни връзки с чужди страни. Редактира изданието на комисията „Tra la Soveta Ukrainio“ (Чрез Съветска Украйна). Превежда на есперанто някои от творбите на Тарас Шевченко, Иван Франко, Леся Украинка, Максим Рилски, Олес Гончар, Иван Драч, Евген Гуцало и Васил Стус.
Работи по представяне и превод на украински на творческото наследство на Васил Ярошенко, Тибор Секел и Сандор Шатмари.
През 1987 г. публикува своята лирична автобиография „Vagante tra la Mondo Maltrankvila“ (Скитане из неспокойния свят).
Надя Гордиенко-Андрианова умира на 27 март 1998 г. в Киев.

## Произведения
- Vagante tra la Mondo Maltrankvila (1987) – стихосбирка